# Tomáš Dvořák
Tomáš Dvořák (Zlín, 11 mei 1972) is een voormalige Tsjechische meerkamper. Van 4 juli 1999 tot 27 mei 2001 had hij het wereldrecord op de tienkamp in handen. Hij behaalde dit record met vijf persoonlijke records tijdens de wedstrijd om de Europese beker in Praag.

## Biografie

### Driemaal achtereen wereldkampioen
Dvořák begon met zijn training voor de tienkamp, toen hij in 1990 in militaire dienst ging. Zijn eerste internationale succes op dit meerkamponderdeel boekte hij in 1991 op de Europese kampioenschappen voor junioren in Thessaloniki, waar hij de zilveren medaille veroverde.
In de jaren die volgden ontwikkelde Dvořák zich stelselmatig. Van een tiende plaats op de wereldkampioenschappen van 1993 in Stuttgart met 8032 punten, naar een zevende plaats op de Europese kampioenschappen in Helsinki van 1994 met een score van 8065 en een vijfde plaats op de WK van 1995 met 8236 punten. In 1996 vestigde hij zich definitief aan de top met het behalen van een bronzen medaille op de tienkamp tijdens de Olympische Spelen van Atlanta. Vervolgens werd hij in 1997, 1999 en 2001 op de tienkamp driemaal achter elkaar wereldkampioen.
Bovendien verbeterde hij op 3 en 4 juli 1999 bij de Europa Cup in Praag het wereldrecord op de tienkamp van de Amerikaan Dan O'Brien met meer dan 100 punten tot 8994 punten. Doordat hij op de laatste meters al begon te juichen, toen duidelijk was dat hij het wereldrecord zou breken, liet hij zijn kans voorbij gang om als eerste tienkamper boven de 9000 punten uit te komen. Twee jaar later zou zijn landgenoot Roman Šebrle hier wel in slagen. Op 26 en 27 mei 2001 kwam deze tijdens de Hypo-Meeting in Götzis tot een puntentotaal van 9026.

### OS 2000: zesde
Begin 2000 werd Tomáš Dvořák tijdens de Europese indoorkampioenschappen in Gent kampioen op de zevenkamp met een score van 6424, een Europees record. Er was dus alle aanleiding om de Tsjech op de Olympische Spelen van Sydney als een van de grote favorieten voor de titel op de tienkamp te beschouwen, maar een knieblessure gooide roet in het eten, waardoor Dvořák in Sydney slechts als zesde eindigde.
In de jaren erna acteerde Dvořák echter weer als vanouds. Liet hij de wereldindoorkampioenschappen van 2001 nog aan zich voorbijgaan, op de WK in Edmonton, later dat jaar, werd hij, zoals reeds gememoreerd, voor de derde achtereenvolgende keer tienkamp-kampioen, een maand later gevolgd door een overwinning tijdens de Goodwill Games in het Australische Brisbane. Begin 2002 werd hij vervolgens tweede achter zijn landgenoot Šebrle op de zevenkamp tijdens de EK indoor in Wenen. Daarna doorkruiste een nieuwe blessure zijn plannen, waardoor hij op de EK in München tijdens de eveneens door Šebrle gewonnen tienkamp na zeven onderdelen gedwongen was om de strijd te staken.

### Comeback
Hierna kwam Dvořák in 2003 nogmaals terug; op de WK in Parijs werd hij vierde. Op de Olympische Spelen van 2004 in Athene probeerde hij vervolgens nog eenmaal het graag gewenste olympische goud te behalen, maar viel op de eerste dag op het allereerste nummer, de 100 m, uit door een blessure. Daarna bereikte hij zijn oude niveau nooit meer. Een achtste plaats op de WK van 2005 en een twaalfde op de EK van 2006 waren zijn laatste wapenfeiten.

### Afscheid
Dvořák kondigde in 2008 zijn afscheid aan, nadat hij zich niet had weten te kwalificeren voor de Olympische Spelen in Peking en hij tot overmaat van ramp in juli op de Tsjechische kampioenschappen tijdens een 110 m hordenrace zijn enkel had verstuikt.
Dvořák is van beroep sportleraar, getrouwd en vader van drie dochters en trainde jarenlang de Tsjechische voetballer Pavel Nedvěd. Als atleet was hij aangesloten bij TJ Dukla Praha.

## Titels
- Wereldkampioen tienkamp - 1999, 2001
- Europees indoorkampioen zevenkamp - 2000
- Goodwill Games kampioen tienkamp - 2001
- Tsjechisch kampioen 110 m hordelopen - 1994, 1995, 1996, 1997, 1998, 1999, 2000, 2001
- Tsjechisch indoorkampioen 50 m hordelopen - 1996
- Tsjechisch indoorkampioen 60 m hordelopen - 1997, 1998, 1999, 2000, 2003
- Tsjechisch indoorkampioen verspringen - 1997
- Tsjechisch indoorkampioen zevenkamp - 1993, 1997

## Persoonlijke records
Outdoor
| Onderdeel            | Prestatie      | Datum            | Plaats   |
| -------------------- | -------------- | ---------------- | -------- |
| 100 m                | 10,54 s        | 3 juli 1999      | Praag    |
| 200 m                | 21,39 s        | 20 juni 1998     | Praag    |
| 400 m                | 47,56 s        | 5 augustus 1997  | Athene   |
| 1500 m               | 4.27,63        | 27 augustus 2003 | Parijs   |
| 110 m horden         | 13,61 s        | 6 augustus 1997  | Athene   |
| hoogspringen         | 2,09 m         | 3 juni 2000      | Götzis   |
| polsstokhoogspringen | 5,00 m         | 6 augustus 1997  | Athene   |
| verspringen          | 8,07 m         | 6 augustus 2001  | Edmonton |
| kogelstoten          | 16,88 m        | 13 mei 2000      | Praag    |
| discuswerpen         | 50,28 m        | 21 mei 2000      | Turnov   |
| speerwerpen          | 72,32 m        | 4 juli 1999      | Praag    |
| tienkamp             | 8994 p (ex-WR) | 4 juli 1999      | Praag    |

Indoor
| Onderdeel            | Prestatie      | Datum            | Plaats    |
| -------------------- | -------------- | ---------------- | --------- |
| 60 m                 | 6,90 s         | 15 februari 1997 | Praag     |
| 1000 m               | 2.40,80        | 12 maart 1995    | Barcelona |
| 60 m horden          | 7,76 s         | 12 februari 2000 | Praag     |
| hoogspringen         | 2,04 m         | 11 maart 1995    | Barcelona |
| polsstokhoogspringen | 5,00 m         | 26 februari 2000 | Gent      |
| verspringen          | 7,81 m         | 25 februari 2000 | Gent      |
| kogelstoten          | 16,82 m        | 25 februari 2000 | Gent      |
| zevenkamp            | 6424 p (ex-ER) | 26 februari 2000 | Gent      |

## Palmares

### 50 m horden
- 1996:  Tsjechische indoorkamp. - 6,59 s

### 60 m horden
- 1997:  Tsjechische indoorkamp. - 7,78 s
- 1998:  Tsjechische indoorkamp. - 7,80 s
- 1999:  Tsjechische indoorkamp. - 7,78 s
- 2000:  Tsjechische indoorkamp. - 7,76 s
- 2003:  Tsjechische indoorkamp. - 7,84 s

### 110 m horden
- 1994:  Tsjechische kamp. - 14,04 s
- 1995:  Tsjechische kamp. - 14,02 s
- 1996:  Tsjechische kamp. - 13,74 s
- 1997:  Tsjechische kamp. - 13,66 s (RW)
- 1998:  Tsjechische kamp. - 13,98 s
- 1999:  Tsjechische kamp. - 13,72 s
- 2000:  Tsjechische kamp. - 13,85 s
- 2001:  Tsjechische kamp. - 14,05 s

### verspringen
- 1997:  Tsjechische indoorkamp. - 7,76 m

### zevenkamp
- 1993:  Tsjechische indoorkamp. - 5707 p
- 1994: 4e EK indoor, Parijs
- 1995:  WK indoor, Barcelona - 6169 p
- 1996:  EK indoor, Göteborg
- 1997:  Tsjechische indoorkamp. - 6211 p
- 1998: 4e EK indoor, Valencia - 6175 p
- 1999: 4e WK indoor, Maebashi - 6309 p
- 2000:  EK indoor - 6424 p (ER)
- 2002:  EK indoor, Wenen - 6165 p
- 2003: 5e WK indoor, Birmingham - 6005 p

### tienkamp
- 1990: 17e WK U20
- 1991:  EK U20 - 7748 p
- 1993: 10e WK - 8032 p
- 1994: 7e EK, Helsinki - 8065 p
- 1995: 5e WK - 8236 p
- 1996:  OS - 8664 p
- 1997:  WK - 8837 p
- 1998:  Goodwill Games - 8428 p
- 1998: 5e EK, Boedapest - 8506 p
- 1999:  WK - 8744 p
- 1999:  Décastar - 8690 p
- 1999:  IAAF World Combined Events Challenge - 26476 p
- 2000: 6e OS - 8385 p
- 2000:  Décastar - 8733 p
- 2000:  IAAF World Combined Events Challenge - 26018 p
- 2001:  WK - 8902 p
- 2001:  Goodwill Games - 8514 p
- 2001:  IAAF World Combined Events Challenge - 25943 p
- 2003: 4e WK - 8242 p
- 2004: DNF OS
- 2005: 8e WK - 8068 p
- 2006: 12e EK - 7997 p

## Onderscheidingen
- Europees atleet van het jaar - 1999
- Europees sportman van het jaar (Frank Taylor Trofee) - 1999

1983 Daley Thompson ·
1987 Torsten Voss ·
1991 Dan O'Brien ·
1993 Dan O'Brien ·
1995 Dan O'Brien ·
1997 Tomáš Dvořák ·
1999 Tomáš Dvořák ·
2001 Tomáš Dvořák ·
2003 Tom Pappas ·
2005 Bryan Clay ·
2007 Roman Šebrle ·
2009 Trey Hardee ·
2011 Trey Hardee ·
2013 Ashton Eaton ·
2015 Ashton Eaton ·
2017 Kévin Mayer ·
2019 Niklas Kaul ·
2022 Kévin Mayer ·
2023 Pierce LePage
- World Athletics: 14168964
- Nationale Bibliotheek van Tsjechië: jo20000080552
- Virtual International Authority File: 84117689